# Etikette

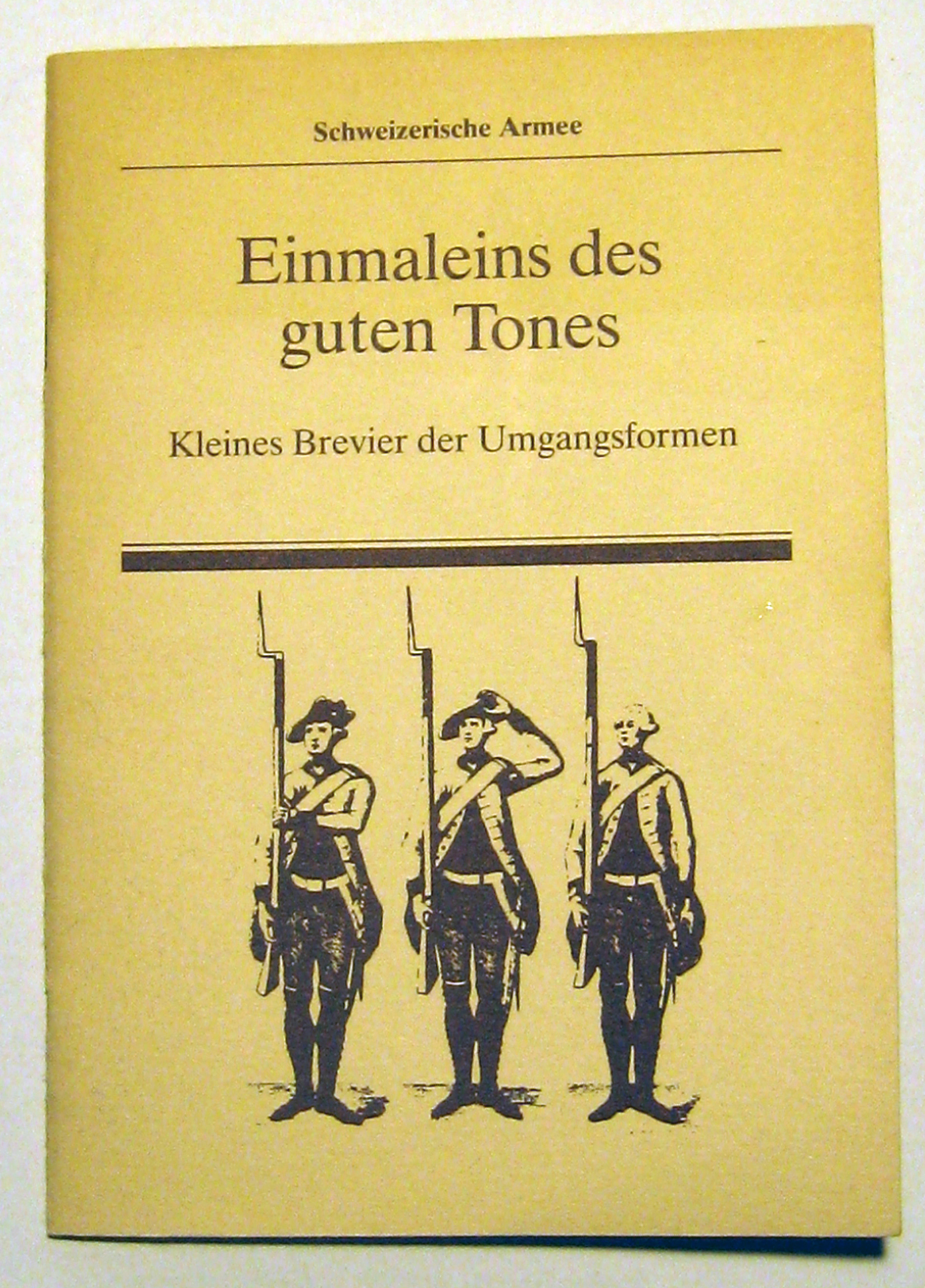
Benimm-Reglement der Schweizer Armee für höheres Kader (1981)

Die Etikette (von französisch étiquette), auch Benimmregeln genannt, ist ein Verhaltensregelwerk, welches sich auf zeitgenössische traditionelle Normen beruft und das die Erwartungen an das Sozialverhalten innerhalb gewisser sozialer Kreise beschreibt.
Das Wort wird  mit den Begriffen Zeremoniell, diplomatisches Protokoll und Umgangsformen gleich- oder in Verbindung gesetzt. Die Gleichsetzung mit Umgangsformen ist jedoch problematisch. Etikette bezeichnet nämlich im Grunde nur die Umgangsformen, die nur der offiziellen Förmlichkeit willen dargeboten werden.
In der Alltagssprache werden die Begriffe 'Etikette' und 'Umgangsformen' synonym verwendet.
Das Wort Etikette stammt von angehefteten Zetteln (frz. etiquette): Am französischen Königshof war auf Zetteln die Rangfolge der am Hofe zugelassenen Personen notiert.
Etikette wurde ein Synonym für 'Hofregeln' (oder 'Hofsitten'). Wer eine Hofregel nicht einhielt, verstieß gegen die Etikette; das Gegenüber war überrascht, irritiert, beleidigt oder erzürnt.
Verhalten gemäß Etikette war oder ist identitätsstiftendes Zeichen der Zugehörigkeit zu einer sozialen Gruppe innerhalb einer Gesellschaft, zum Beispiel zum Bürgertum, zum Großbürgertum oder zum Offizierskorps.
Etikette-Regeln unterliegen (wie auch Sitten, Bräuche, Gepflogenheiten und Umgangsformen) dem sozialen Wandel.

## Autoren von Büchern zur Etikette
Die erfolgreichste Benimmbuch-Autorin der Nachkriegszeit war Erica Pappritz (1893–1972). Die Diplomatin hatte unter Bundeskanzler Konrad Adenauer im Auswärtigen Amt das offizielle Protokoll aufgebaut;
es war und blieb lange Element der Diplomaten-Ausbildung.
Adenauer hatte Hans-Heinrich Herwarth von Bittenfeld (1904–1999) zum Protokollchef gemacht und Erica Pappritz zur Vizeprotokollchefin und zu seiner persönlichen Beraterin.
V. Bittenfeld war von 1931 bis 1939 Attaché und Legationssekretär (Zweiter Sekretär) in der deutschen Botschaft in Moskau gewesen.
Pappritz schrieb noch während ihrer Amtszeit als offizielle Protokoll-Dame der Bundesrepublik das Buch der Etikette; es wurde ein Bestseller. Das Wort Etikette verbinden wir heute auch oft mit Knigge, basierend auf seinem Werk "Über den Umgang mit Menschen" (1788), in dem der humanistische Aufklärer Adolph Franz Friedrich Freiherr von Knigge die sozialen Umgangsformen zwischen verschiedenen Charakteren behandelte.

## Teilbereiche und Varianten
Unter Golfspielern entstanden im Laufe der Zeit Verhaltensregeln, die man Golfetikette nennt.
Mit dem Aufkommen des Internets entstand die Netiquette (ein Kofferwort aus Netz und etikette).
Auch für den Berufs- und geschäftlichen Bereich entstanden spezielle Regeln, beispielsweise für Bewerbungsgespräche. Wer internationale Geschäftsgespräche führen will, muss sich rechtzeitig über die Gepflogenheiten im Gastland informieren. Beispiele: In Südosteuropa, im Orient oder gar in der Volksrepublik China und Japan gilt es als unfein, ein Gespräch zu rasch zum Kern der Sache zu bringen. In großen Teilen Afrikas muss sogar ein richtiggehendes Palaver vorangehen – je wichtiger die Angelegenheit und je höhergestellt die Beteiligten sind, desto länger. Ein Ladenbesitzer in einem Basar ist enttäuscht, wenn ein potenzieller Kunde, der nicht fündig wird, sich zu rasch zum Gehen wendet.

## Einzelne Regeln der Etikette
Als „gute Umgangsformen“ (sinn- und sachverwandte Begriffe sind beispielsweise gutes Benehmen, gutes Betragen, gute Manieren, guter Ton, Anstand, Höflichkeit, Fairness, Achtung, Benimm, Schliff sowie Etikette) bezeichnet man die Gesamtheit der Verhaltensweisen und -regeln, die dazu dienen sollen, das menschliche Zusammenleben möglichst reibungslos und angenehm zu machen. Je nach Herkunft, Kulturkreis, sozialem Milieu oder gesellschaftlichem Umfeld können die jeweils als üblich und/oder geboten geltenden Umgangsformen stark voneinander abweichen. Etikette sind spezifische Verhaltensregeln, für bestimmte Situationen, während Anstand die grundsätzliche moralische Haltung und das ethische Verhalten einer Person beschreibt.

### Begrüßung und Verabschiedung
Zu den global gültigen Umgangsformen zählt das Grüßen beim Kommen und Gehen. Während in Mitteleuropa meist kurze Grüße bevorzugt werden, begrüßt und verabschiedet man sich im Süden, im Osten und im Orient körperbetonter. Wenn beispielsweise ein Deutscher jemandem die Hand reicht und er sie zu lange nicht loslässt, empfindet dieser es gewöhnlich als zu aufdringlich. In Italien und noch mehr aber in Vorderasien kann ein zu kurzer Händedruck als gezwungene, nur kühle Begrüßung gedeutet werden. Es wird jeweils die rechte Hand geschüttelt. Im Übrigen steht man zumindest in Mitteleuropa gewöhnlich auf, wenn eine Person einem die Hand schüttelt.
Schon zwischen Süden und Norden im deutschen Sprachraum können Begrüßungs- und Abschiedsworte wie „Grüezi“, „Moin“, „Ciao“, „Tschüs“ oder „Baba“  Erstaunen hervorrufen. Wer ein bayerisches „Grüß Gott“ mit einem lakonischen „Tach“ beantwortet, könnte einen Fauxpas begehen, denn er lässt es am gebotenen Taktgefühl fehlen. Auch wer darauf leutselig „Servus!“ erwidert, wird oft Zurückhaltung auslösen. Verballhornende Antworten wie „Gern, wenn ich ihn seh“ können als beleidigend (oder als alter Witz) empfunden werden.

### Bekleidung und äußere Erscheinung

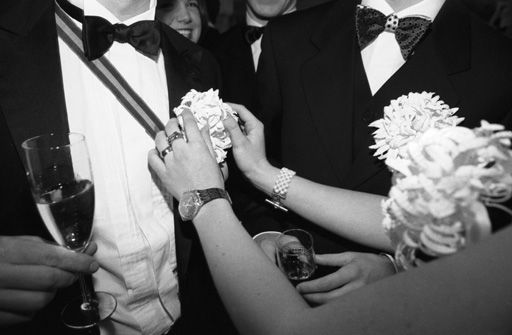
Ansteckschmuck als Zeichen von Zugehörigkeit zu einer Gruppe (Chrysanthemenball in München 1996).

Die Kleidung betreffenden Gebräuche haben sich in den letzten zweihundert Jahren in der westlichen Welt stark gelockert. Vorgeschriebene bzw. verpflichtende Kleiderordnungen existieren in den meisten Lebensbereichen nicht mehr (Ausnahmen: Zwang zu Badebekleidung in Schwimmbädern oder Zwang zu Nacktheit an FKK-Stränden, Dresscodes in manchen Golfclubs oder Diskotheken). Gleichwohl gibt es gesellschaftliche Erwartungshaltungen bezüglich angemessener äußerer Erscheinung, ohne explizite Vorschrift. Das Erfüllen dieser Rollenerwartungen wird als Bestandteil guter Umgangsformen angesehen, bei sexuell freizügiger Kleidung eventuell auch als Frage des Anstands. Das betrifft Rollenerwartungen im Berufsleben, bei gesellschaftlichen Anlässen und im Alltag, in denen eine gewisse äußere Erscheinungsform erwartet wird. Dazu gehören Geschäftskleidung bei Bankangestellten und hygienisch einwandfreie Kleidung bei Ärzten und Pflegepersonal sowie beispielsweise die Erwartungshaltung, auf der Straße nicht mit Badebekleidung zu flanieren. Diese Regeln gelten zumeist als ungeschriebene Gesetze und sind regional und kulturell verschieden und unterliegen manchmal relativ kurzfristigen Veränderungen (z. B. waren weiße Tennissocken in den 1980er-Jahren eine Weile „in“, ehe sie „out“ bzw. geradezu verpönt wurden).